# Чингісхан
Темуджи́н (монг. Temüǰin, Тэмүүжин; кит.: 铁木真; піньїнь: Tiěmùzhēn (Тємучжень); відомий як Чингісхан; 1155 — 18 серпня 1227) —  монгольський державний, політичний і військовий діяч. Засновник і перший великий хан (1206–1227) Імперії Чингісхана, другої за площею імперії у всесвітній історії (після Британської імперії). Представник роду Борджигінів. Патріарх династії Чингізидів. Протягом 1186–1205 років об'єднав усі монгольські племена. 1206 року на курултаї племен проголосив створення Монгольської імперії, а себе — її правителем. Провів реформи, скеровані на ліквідацію племінного ладу й формування потужного всемонгольського війська. 1207 року підкорив тангутську державу Західну Ся. 1215 року здобув Пекін й захопив чжурчженську династію Цзінь, яка володіла Північно-Східним Китаєм. 1218 року знищив ханство каракитаїв у Середній Азії, а впродовж 1219–1221 років завоював мусульманський Хорезм. 1220 року заснував столицю Імперії Чингісхана — місто Каракорум. 1223 року відрядив військо до Кавказу й степів Причорномор'я, що розбило руських князів і половців на Калці. 1226 року розпочав війну проти бунтівних тангутів. Помер під час облоги тангутської столиці. На момент смерті керував гігантською державою, яка простягалася від Японського моря до Каспійського. У часи існування монгольської династії Юань, створеної його нащадками, його вважали засновником цієї династії з храмовим ім'ям Тайцзу та її першим імператором. У Монголії та Китаї вшановується як національний герой. Монгольське тронне ім'я — хан Чингіс (монг. Činggis Qaγan, Чингис хаан, МФА: [tʃiŋɡɪs xaːŋ]; кит.: 成吉思汗; піньїнь: Chéngjísī hán), що закріпилося в європейських мовах як Чингісха́н.

## Імена
- Темуджи́н (монг. Temüǰin, Тэмүүжин; кит.: 铁木真; піньїнь: Tiěmùzhēn; іноді передають це ім'я як Темужин, Темучин, Темуджін, Темуйджин, Темуйджін, Темучін
- хан Чингіс (монг. Činggis Qaγan, Чингис хаан, МФА: [tʃiŋɡɪs xaːŋ]; кит.: 成吉思汗; піньїнь: Chéngjísī hán) — монгольське тронне ім'я, яке закріпилося в європейських мовах як Чингісха́н[6]. У китайській традиційній історіографії Чингісхана також називають «імператором Чингісом» (кит.: 成吉思皇帝; піньїнь: Chéngjísī huángdì) або «каганом Чингісом» (кит.: 成吉思可汗; піньїнь: Chéngjísī kèhán).
- імператор Шеньу (кит.: 聖武皇帝, 圣武皇帝, Shèngwǔ huángdì, «імператор — святий воїн») — китайське посмертне ім'я, надане нащадками в династії Юань.
- Тайцзу («Великий пращур») — храмове ім'я
- У Галицько-Волинському літописі Чингісхана називають «Чаногизъ кан» або «Чаногызъ кан»[7].

## Родовід
Згідно з «Таємною історією монголів», предком Чингісхана був Борте-Чино, який поріднився з Гоа-Марал і оселився в Хентей (центрально-східна Монголія) поблизу гори Бурхан-Халдун. За припущенням Рашид ад-Діна, ця подія відбулася в середині VIII століття. Від Борте-Чино у 2-9 поколіннях народилися Бата-Цагаан, Тамачі, Хорічар, Ууджім Буурал, Салі-Хаджау, Еке нюден, Сім-Сочі.
У 10 коліні народився Боржигідай-Мерген, перший з монгольських князів, який носив родове ім'я Мон. Він одружився з Монголжін-гоа, єдиною дочкою Хорілардай-Мергена. У 11 коліні фамільне древо продовжив Тороколджін-багатур, який одружився з Борочин-гоа, від них народилися Добун-Мерген і Дува-Сохор. Дружиною Добун-Мергена стала Алан-гоа, родом з хори-туматов (згідно з Рашидом ад-Діном, вона була «з племені Кураласів»).
П'ятеро дітей Алан-гоа дали початок п'яти монгольським родам — від Бельгунотая повівся рід Бельгунот, від Бугунотая — Бугунот, від Буху-хадак — Хадакін, від Бухату-Салджі — Салджіут. П'ятий, Бодончар, був хоробрим воїном і правителем, від нього пішов рід Борджигін.
Четверо дітей Дува-Сохор — Доно, Догшіна, Емнега і Ерхеха — започаткували деякі племена ойратів. Вже тоді сформувалась перша монгольська держава Хамаг монгол улус, існування якого відносять до середини XII століття.

## Біографія

### Народження і юність
Темуджин народився в урочищі Делюн-Болдок на березі річки Онон у сім'ї Єсугей-Баатура з роду Борджигін і його дружини Оелун з роду олхонутів, яку Єсугей відбив у меркита Єке-Чіледу. Хлопчик був названий на честь полоненого Єсугеєм татарського вождя Темуджина-Уге, якого Єсугей переміг напередодні народження сина і якостями якого захопився.
Рік народження Темуджина залишається до кінця не з'ясованим, оскільки основні джерела вказують на різні дати. За даними єдиного прижиттєвого джерела Мен-да Бей-лу (1221 рік) та згідно з розрахунками Рашид ад-Діна, зробленим ним на підставі справжніх документів з архівів монгольських ханів, Темуджин народився в 1155 році. «Історія династії Юань» не дає точної дати народження, а тільки лише називає тривалість життя Чингісхана — 66 років (з урахуванням умовного року внутрішньоутробного життя, яке рахується згідно з китайською і монгольською традицією підрахунку тривалості життя), що при відліку від відомої дати його смерті й дає як дату народження 1162 рік. Однак ця дата не підкріплюється більш ранніми автентичними документами з монголо-китайської канцелярії XIII століття. Ряд науковців вказує на 1167 рік, але ця дата залишається найбільш вразливою для критики гіпотезою.
Новонароджений, як стверджують, стискав у долоні згусток крові, що віщувало йому славне майбутнє володаря світу. Старий астролог на ім'я Сугуджин, який був родичем і головним радником Єсугея, передбачив чудову долю Темуджина: «Він виросте у великого воїна, який переможе всіх своїх ворогів і розширить країну своїми завоюваннями, що, врешті-решт, стане ханом усієї Татарії». Молодий батько Темуджина був, звичайно, дуже задоволений цими прогнозами, і коли незабаром після цього Сугуджин помер, то він призначив сина Сугуджина — Карашера опікуном і наставником хлопчика. Батько вирішив дати молодому князю Темуджину таке навчання в ранньому віці, яке б як слід його підготувало до реалізації великого призначення, яке було передбачено для нього.
Коли синові було 9 років, Єсугей-Баатур посватав його з Борте, 11-річною дівчинкою з роду унгіратів. Залишивши сина в родині нареченої до повноліття, щоб вони краще пізнали одне одного, він поїхав додому. Згідно з «Таємною історією», на зворотному шляху Єсугей затримався на стоянці татар, де був отруєний. Після повернення в рідний улус, він захворів і через три дні помер.
По смерті батька Темуджина, його прихильники покинули вдів (у Єсугея було 2 дружини) і дітей Єсугея (Темуджина і його братів Хасар, Хачіуна, Темуге і від другої його дружини — Бектера і Бельгутая): голова клану тайчиутів вигнав сім'ю з насиджених місць, викравши всю худобу, яка їм належала. Кілька років удови з дітьми жили в злиднях, поневірялися у степах, харчуючись корінням, дичиною і рибою. Навіть улітку сім'я жила голодуючи, роблячи запаси на зиму.
Вождь тангутів, Таргутай-Кірілтух (далекий родич Темуджина), який оголосив себе володарем земель, колись зайнятих Єсугеєм, побоюючись помсти підростаючого суперника, став переслідувати Темуджина. Одного разу озброєний загін напав на стійбище сім'ї Єсугея. Темуджин спробував бігти, але був схоплений і взятий у полон. На нього наділи колодку — дві дерев'яні дошки з отвором для шиї, які стягувалися між собою. Колодка була болісним покаранням: людина не мала можливості сама ні поїсти, ні попити, ні навіть зігнати муху, яка сіла їй на обличчя.
Якось уночі він знайшов спосіб вислизнути і сховатися в маленькому озері, занурюючись разом із колодкою у воду і виставляючи з води одні ніздрі. Тайчіути шукали його в цьому місці, однак не змогли виявити. Його помітив наймит із племені сулдус Сорган-Шира, який був серед них, але не видав Темуджина. Він кілька разів проходив повз, заспокоюючи його і для інших вдаючи, що розшукує його. Коли нічні пошуки закінчилися, Темуджин виліз із води і пішов до оселі Сорган-Шира, сподіваючись на те, що той, врятувавши раз, допоможе іще. Однак Сорган-Шира не захотів його заховати і вже збирався прогнати Темуджина геть, як раптом сини Сорган заступилися за втікача, якого потім сховали у возі з вовною. Коли з'явилася можливість відправити Темуджина додому, Сорган-Шира посадив його на кобилицю і забезпечив зброєю. Через деякий час Темуджин знайшов свою сім'ю. Борджигіни відразу ж перекочували на інше місце, і тайчіути не змогли їх знайти. У віці 11 років Темуджин подружився зі своїм ровесником знатного походження з племені джадаран — Джамухою, який пізніше став вождем цього племені. З ним у своєму дитинстві Темуджин двічі ставав побратимом.
Кількома роками пізніше Темуджин одружився зі своєю нареченою Борте. Приданим Борте стала розкішна соболина шуба. Темуджин незабаром попрямував до наймогутнішого з тодішніх степових вождів — Тоорілу, хану племені кереїтів. Тооріл був побратимом батька Темуджина, і йому вдалося заручитися підтримкою вождя кереїтів, нагадавши про цю дружбу і піднісши соболину шубу Борте. Після повернення Темуджина від Тогоро-хана, один старий монгол віддав йому в служіння свого сина Джелме, який став одним з його полководців.

### Хан, курултай і біла повстина
До якого б історичного джерела не звернулись, абсолютно всі засвідчують, що Теміршина обрали правителем держави і нарекли титулом «хан». Це слово стовідсотково тюркського походження. У монгольській мові слова «хан» не існує, тому і титулу «хан» існувати не може.
Монгольські племена з давніх-давен надавали своїм правителям титул «контайчі».
Обирали Чингісхана на курултаї. У монгольській мові й слова такого теж не існує. Навіть слово «хурал», яким називається їхній державний орган, як стверджують фахівці-тюркологи, монголи запозичили у тюркських народів.
Курултай був узаконений захід, на якому вирішували основні стратегічні напрями розвитку та обирали главу держави.
В історичній науці відомо кілька доленосних курултаїв, які відбулися в імперії Чингісхана та його нащадків.
Курултай 1206 року. На цьому курултаї чотири великих роди — кияти, наймани, киреїти й меркити — об'єдналися в одну державу і обрали своїм ханом Теміршина, надавши йому титул «Світосяйного, Високого Хана» — Чингісхан. Старійшини та члени всіх родів на ознаку цього визнання підняли хана на білій повстині над своїми головами. Цей ритуал підняття хана на білій повстині був обов'язковим у новоствореній державі. Він цілковито належить тюркомовним народам.
Курултай 1224 року. Весною 1224 року Чингісхан зібрав курултай у долині Куланбас — це місце злиття сучасних річок Ащібулак і Талас. На цьому курултаї Чингісхан розділив державу між своїми синами від старшої (першої) дружини Борте: Джучі, Чагатаєм, Угедеєм і Тулуєм.
Курултай 1229 року. Відомий тим, що по дворічному траурі за померлим у 1227 році Чингісханом, Великим Ханом імперії, було обрано його третього сина — Угедея. Великий Хан Угедей із 1229 року і до своєї смерті в 1241 році тримав свою ставку в районі Каракорума. Саме на цьому курултаї Чингісидами було прийняте рішення про завоювання Башкири, Волзької Болгарії, Тмутаракані, Суздальського князівства, земель мордуканів, весі та інших прилеглих. Для цього ханові Батию як спадкоємцеві улусу Джучі (батько загинув під час полювання навесні 1227 року) належало переселити своїх людей у пониззя Волги.
«Велике переселення Батия» тривало до 1235 року.
Як засвідчив Юліан Угорській, перші орди кочових татар почали з'являтися на берегах річки Ітіль з 1232 року.

## Генетика та походження за генетичними даними

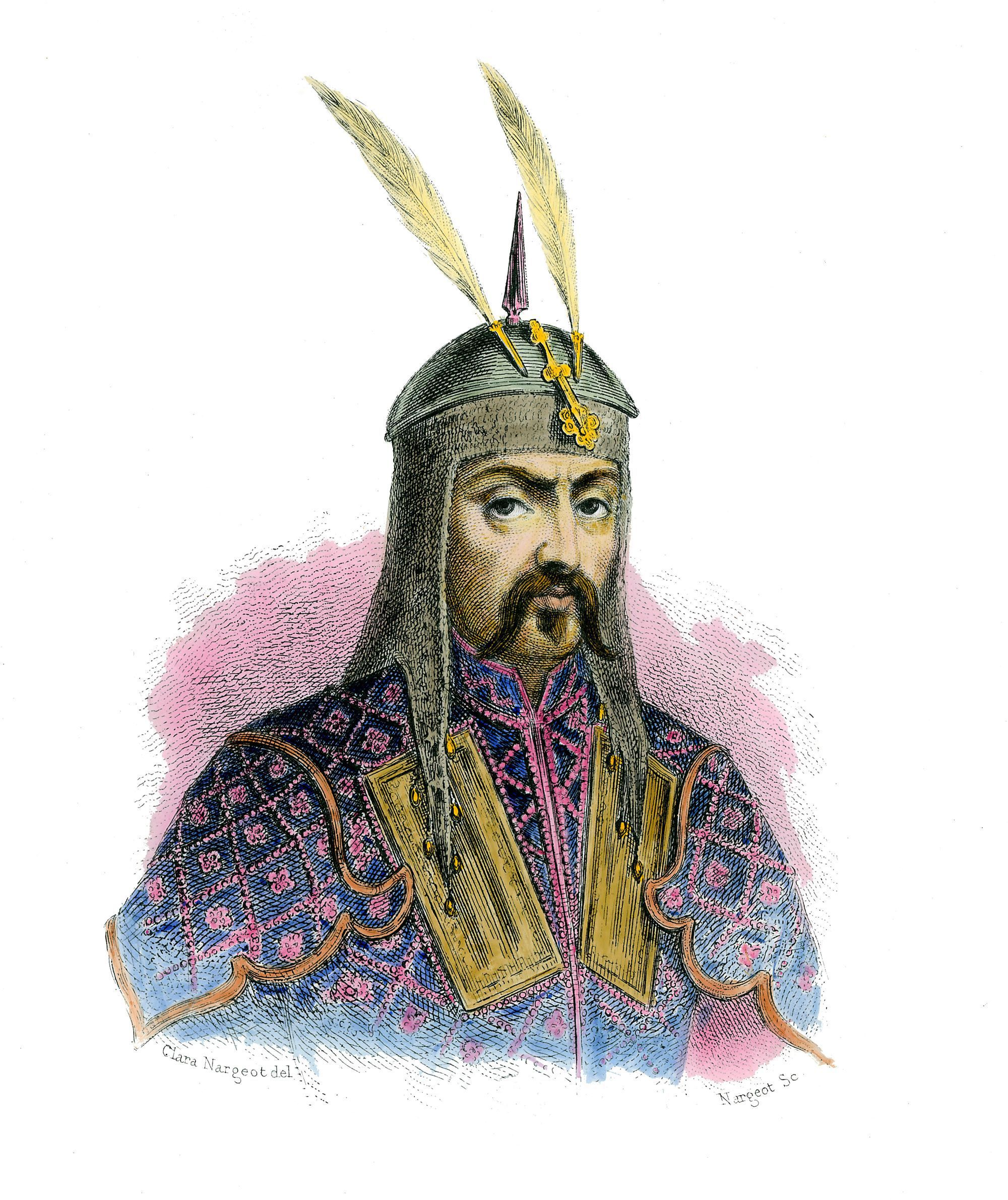
Чингісхан, пізня вигадана гравюра

Гаплогрупа самого Чингіз-хана досі невідома, оскільки могилу кагана не знайдено, а результати палео-ДНК Чингізидів не публікувалися, тому робляться різні припущення щодо гаплогрупи засновника найбільшої континентальної імперії. Результати дослідження палео-ДНК засновника чингізидської династії Ґераїв Хаджі I Ґерая (воно ведеться в Туреччині з 2017 року) також не були опубліковані (дослідження сучасних представників кримської династії виявило азіатську лінію R1a — R1a-Z93). Проте 2004 року вперше було виявилено п'ять могил представників «золотої родини», тобто сім'ї Чингісхана (але не його самого) в місцевості Таван-Толгой. Дослідження корейськими генетиками профілів Y-SNP і Y-STR показали, що всі з обстежених чоловіків захоронення належали до західноєвразійської гаплогрупи R1b-M343. Таким чином, Чингісхан і його сім'я були носіями Y-гаплогрупи R1b-M343, яка поширена в Західній Євразії, а не Y-гаплогрупи C3c-M48 (як вважалося раніше), яка поширена в Азії. За даними дослідження генетиків 2014 року, найбільш поширеними Y-хромосомними гаплогрупами у сучасних монголів є: C — 56,7 %, O — 19,3 %, N — 11,9 %. Проте R1b відсутня чи перебуває лише на рівні статистичної похибки. Натомість, R1b-M343 — гаплогрупа, росповсюджена серед європейських, у тому числі (але не виключно) тюркських,  популяцій, серед яких, наприклад, башкири (R1b-M343 найпоширеніша), волзькі татари , кримські татари (третя за поширенністю), кубанські козаки (третя за пощиренністю), караногайці (третя за поширенністю) та пакистанські хазарейці (найпоширеніша). Генетики також зазначили, що, хоча багато хто вважає портрет у Національному палацовому музеї в Тайбеї, Тайвань зображенням, яке найбільше нагадує Чингісхана, усі існуючі портрети, включаючи цей, є по суті довільними інтерпретаціями зовнішності Чингісхана істориками, що жили декілька поколіннь після епохи Чингісхана. Хоча фактичний характер цього твердження суперечливий, перський історик Рашид-ад-Дін повідомив у своєму «Джамі аль-таваріх», написаному на початку XIV століття, що більшість борджигінських предків Чингісхана були високими, довгобородими, рудими та блакитно-зеленоокими, що свідчить про те, що чоловіча лінія Чингісхана мала певні генетичні особливості європеоїдів. Рашид-ад-Дін також зазначив, що сам Чингісхан виглядав так само, як і його предки, але Хубілай-хан, його онук, не успадкував руде волосся свого предка, маючи на увазі, що поява специфічних для монголоїдів алелів для визначення кольору волосся до генетичного складу клану Борджигінів була, ймовірно, від бабусі чи матері Хубілай-хана, тобто дружини чи невістки Чингісхана.
«Он» і «гуд» від онгуд позначають захід і суфікс множини відповідно в давньоалтайській мові, тобто Онгуд — буквально плем'я із Заходу. Предками онгудів є тюрки-шато Західного тюркського каганату, вони переселилися до Східного Сіньцзяну в VII столітті, і були розсіяні по Північному Китаю та Внутрішній Монголії в IX столітті. Цей факт припускає можливість того, що клан Онгуд може бути антропологічно європеоїдним, а не монголоїдним, відповідно до їхнього географічного походження. Таким чином, таван-толгойські чоловічі тіла з гаплогрупою R1b-M343, що були знайдені на території, де розташовувалось Онгудське царство в ранню монгольську еру, можуть бути пов'язані з онгудською чоловічою лінією, тобто тіла в Таван-Толгой є генеалогічно європеоїдними. Разом із цим висока частота R1b-M343 у географічних регіонах, пов'язаних із минулими пост-монгольськими ханствами, включаючи Золоту Орду (що включала землі Росії, України, Білорусі, Польщі, Азербайджану, Казахстану та Узбекистану), Ільханат (Іран і сусідні території, включаючи Вірменію, Туреччину, Грузію, Афганістан, Сирію і Таджикистан) і Чагатайський улус (від Аральського моря до Алтаю, включаючи Пакистан (Хазара), Узбекистан, Казахстан, Таджикистан, Індію та Китай), настійно натякає на тісний зв'язок між Y-гаплогрупою R1b-M343 і минулою імперією Чингісхана. Таким чином, знаходження гаплогрупи R1b-M343 в захороненні Таван-Толгой відображає те, що генеалогічна структура золотої родини Чингісхана складалася в основному з європеоїдного генетичного пулу по батьківській лінії, і розподіл сучасних носіїв R1b-M343 з високою частотою в минулих пост-монгольских ханствах свідчить про те, що вони є прямими нащадками клану Борджигін Чингісхана. Таким чином, колишні відомості, згідно з якими Чингісхан мав гаплогрупи C-RPS4Y711 і C3c-M48, що є загальними монголоїдними маркерами, не знаходять підтвердженнь і вимагають повторної перевірки.
Корейськими генетиками також було виявлено, що східні вользкі татари, башкири та пакистанські хазарейці мають R1b-M343 з надзвичайно високою для частотою: 12,65 %, 46,07 % та 32 % відповідно, порівняно з іншими регіонами Східної Азії, які рідко мають цей гаплотип. Для порівняння, їх дані показали, що Y-гаплогрупи R1b-M343 і R1a1a-M17 поширені на 0,0 % (0/101) і 0,99 % (1/101) у сучасних монголів на Монгольському плато відповідно. Ці результати демонструють, що сучасних людей, які мають гаплогрупу R1b-M343, важко знайти на Монгольському плато, а це означає, що нащадки носіїв R1b-M343 членів золотої родини зникли з Монгольського плато з невідомих причин. Було запропоновано дві гіпотези, які не виключають одна одну, щодо цього. Згідно з першою, мало місце масштабне переселення нащадків членів Золотої родини з Монгольського плоскогір'я до Східної Європи чи Середньої Азії, тобто онгуди повернулися на прабатьківщину зі Східної Монголії: такий збіг подій призвів до значного зменшення кількості їхніх нащадків, у тому числі носіїв R1b-M343, у Східній Монголії. Інша можливість — це міжусобна різанина серед прямих чоловічих нащадків клану Борджигін Чингісхана та їхніх дружин. Тим часом члени Золотої родини, які жили в Золотій Орді, Ільхананаті та Чагатайському улусі, де вони знаходилися далеко від центральної частини імперії Чингісхана, були у безпеці від цієї поголовної різанини. Однак необхідні подальші дослідження, щоб зробити твердий висновок, коли і чому носії R1b-M343, які поширені переважно в Європі та Центральній Азії, з'явилися, а потім згодом повністю зникли з регіону Монгольського плато.
Одне з небагатьох прижиттєвих джерел, що містить відомості про зовнішність Чингісхана, — праця посла Південного Сун Чжао Хуна Мен-да бей-лу, написана ним під час його візиту в Північний Китай 1221 року:
|  | Що стосується татарського володаря Темоджина, то він високого і величного зросту, з великим чолом і довгою бородою. Особистість войовнича та сильна. [Це] те, чим [він] відрізняється від інших. |

## Віра Чингісхана
Стосовно віровчення, прихильником якого був Чингісхан, серед дослідників немає єдиної думки. Швидше за все він вірив у єдиного Всевишнього (Аллаха, Тенгрі, Небо), а також визнавав небесні сили (Сонце, Місяць і Зірки), що дало підстави деяким дослідникам називати його язичником.
Відомо, що він терпимо відносився до різних варіантів віри в Єдиного Бога — християнства, мусульманства, юдаїзму, буддизму, віри у Вічне Небо, бо це давало йому змогу, не принижуючи скорені народи з різною вірою, отримувати данину від всіх них з меншими проблемами.

## Боротьба за гегемонію в степу
За підтримки Тооріл-хана сили Темуджина стали поступово зростати. До нього стали стікатися нукери; він здійснював набіги на сусідів, примножуючи свої володіння. Він відрізнявся від інших завойовників тим, що в ході боїв намагався зберегти живими якомога більше людей з улусу противника, щоб в подальшому залучити їх до себе на службу.
Першими серйозними противниками Темуджина стали Меркіти, що діяли в союзі з тайчиутами. За відсутності Темуджина, вони напали на становище Борджигінів і забрали в полон Борте (за припущенням, вона була вже вагітна і чекала першого сина Джучі) і другу дружину Єсугея — Сочіхел, мати Бельгутая. У 1184 році (за приблизними підрахунками, виходячи з дати народження Уґедея), Темуджин за допомогою Тооріл-хана і його кереїтів, а також Джамухи з роду джаджіратів (запрошеного Темуджином за наполяганням Тооріл-хана) розгромив меркитів у першій у своєму житті битві в межиріччі злиття річок Чікой і Хілок з Селенга на території нинішньої Бурятії і повернув Борте. Мати Бельгутая, Сочіхел, відмовилася повернутися назад.
Після перемоги, Тооріл-хан вирушив у свою орду, а Темуджин і Джамуха залишилися жити разом в одній орді, де вони знову уклали союз побратимства, обмінявшись золотими поясами і кіньми. Після деякого часу (від півроку до півтора) вони розійшлися, при цьому багато нойонів і нукерів Джамухи приєдналися до Темуджина (що стало однією з причин неприязні Джамухи до Темуджина). Відокремившись, Темуджин приступив до пристрою свого улусу, створюючи апарат управління ордою. Старшими в ханській ставці були поставлені два перших нукера — Боорчу і Джелме, командний пост отримав Субедей-Багатурія, в майбутньому знаменитий полководець Чингісхана. Тоді ж у Темуджина народився другий син Чагатай (точна дата його народження невідома) і третій син Угедей (жовтень 1186 року). Свій перший маленький улус Темуджин створив у 1186 році.
Джамуха шукав відкритої сварки зі своїм андою. Приводом стала загибель молодшого брата Джамухи Тайчара при його спробі викрасти з володінь Темуджина табун коней. Під приводом помсти, Джамуха зі своїм військом в темряві рушив на Темуджина. Битва відбулася у горах Гулегу, між витоками річки Сенгур і верхньою течією Онон. У цій першій великій битві згідно з «Таємною історією монголів» він зазнав поразки.
Першим великим військовим супротивником Темуджина після поразки від Джамухи була війна проти татар спільно з Тооріл-ханом. Татари в той час з трудом відбивали атаки китайських цзінських військ, що вступили в їх володіння. Об'єднані війська Тооріл-хана і Темуджина, приєднавшись до військ Цзінь, рушили на татар. Битва відбулася в 1196 році. Вони завдали татарам ряд сильних ударів і захопили багату здобич. Уряд чжурчженів Цзінь, в нагороду за розгром татар, надав степовим вождям високі титули. Темуджин отримав титул «Джаутхурі» (військовий комісар), а Тооріл — «Ван» (князь), з цього часу він став відомий як Ван-хан. Темуджин став васалом Ван-хана, в якому Цзінь бачила найбільш могутнього з правителів Східної Монголії.
У 1197—1198 рр. Ван-хан без Темуджина здійснив похід проти меркитів, розграбував і нічого не приділив своєму названому «синові» і васалу Темуджину. Це поклало початок нового охолодження. Після 1198 року, коли Цзінь розорила кунгіратів і інші племена, вплив Цзінь на Східну Монголію стала слабшати, що дозволило Темуджину оволодіти східними районами Монголії. Тоді помер Інанч-хан і держава розпалася на два улуси, на чолі з Буйрук-ханом на Алтаї і Тайан-ханом на Чорному Іртиші. У 1199 Темуджин разом з Ван-ханом і Джамухою, спільними силами напали на Буйрук-хана і розбили його. Під час повернення додому, шлях загородив загін найманів. Бій було вирішено провести вранці, але вночі Ван-хан і Джамуха зникли, залишивши Темуджина одного в надії, що наймани покінчать з ним. Але до ранку Темуджин дізнався про це і відступив, не вступаючи в бій. Кереїти вступили у важкий бій з найманами. Ван-Хан направив гінців до Темуджина з проханням про допомогу. Той відправив своїх нукерів, серед яких відзначилися в бою Боорчу, Муха, Борохул і Чілаун. За свій порятунок Ван-хан заповів після смерті свій улус Темуджину.

## Спільний похід Ван-хана і Темуджина проти тангутів
У 1200 році Ван-хан і Темуджин виступили в спільний похід проти тангутів (за іншими написаннями — тайджіутів). На допомогу їм прийшли меркіти. У цьому бою Темуджин був поранений стрілою, після чого всю наступну ніч за пораненим стежив Джелме. До ранку тайчіути зникли, залишивши багатьох людей. Серед них був Сорган-Шира, що врятував колись Темуджина, і влучний стрілець Джіргоадай, який зізнався, що саме він стріляв в Темуджина. Він був прийнятий у військо Темуджина і отримав прізвисько Джебе (накінечник стріли). За тангутами було організовано переслідування. Багато з них були перебиті, деякі здалися в служіння. Це була перша велика перемога, здобута саме Темуджином.
У 1201 році деякі монгольські сили (що включали татар, тангутів, меркитів, ойратів та інші племена) вирішили об'єднатися в боротьбі проти Темуджина. Вони склали присягу вірності Джамусі й звели його на престол з титулом гурхан. Дізнавшись про це, Темуджин зв'язався з Ван-ханом, який негайно підняв військо і прибув до нього.

## Битва при Халахалджін-Елете і падіння улусу кереїтів
Навесні 1203 за Халахалджін-Елете відбулася битва військ Темуджина з об'єднаними силами Джамухи і Ван-хана (хоча Ван-хан не хотів війни з Темуджином, але його вмовив син Нілха-Сангум, який ненавидів Темуджина за те, що Ван-хан віддавав тому перевагу перед своїм сином і думав передати йому кереїтський престол). У цій битві улус Темуджина зазнав великих втрат. Але був поранений син Ван-хана, через що кереіти покинули поле бою. Щоб виграти час, Темуджин почав відправляти дипломатичні послання, метою яких було роз'єднати як Джамуху і Ван-хана, так і Ван-хана з сином. У той же час ряд племен, що не приєдналися до жодної зі сторін, створив коаліцію проти як Ван-хана, так і Темуджина. Дізнавшись про це, Ван-хан напав першим і розбив їх, після чого почав бенкетувати. Коли про це донесли Темуджину, було вирішено блискавично напасти і застати супротивника зненацька. Не роблячи навіть нічних зупинок, військо Темуджина спіткало кереїтів і вщент їх розбило восени 1203. Улус кереїтів перестав існувати. Ван-хан з сином встигли втекти, але натрапили на караул найманів, і Ван-хан загинув. Нілха-Сангум зміг втекти, але був убитий пізніше уйгурами.
З падінням кереїтів у 1204 році Джамуха з рештою війська приєднався до найманів у надії на загибель Темуджина від рук Таян-хана. Таян-хан бачив у Темуджині єдиного суперника в боротьбі за владу в монгольських степах. Дізнавшись про те, що наймани думають про напад, Темуджин зважився на похід проти Таян-хана. Але перед походом він почав реорганізацію управління військом і улусом. На початку літа 1204 військо Темуджина — близько 45 000 вершників — виступило в похід на найманів. Військо Танення-хана спочатку відступило з метою заманити військо Темуджина в пастку, але потім, за наполяганням сина Таян-хана — Кучлука, вступило в бій. Наймани були розбиті, лише Кучлуку з невеликим загоном вдалося втекти на Алтай до свого дядька Буюрука. Таян-хан загинув, а Джамуха зник ще до початку запеклого бою, зрозумівши, що найманам не перемогти. У боях з найманими особливо відзначилися Хубілай, Джебе, Джелме і Субедей.

## Реформи Великого Хана
Навесні 1206 біля витоків річки Онона на курултаї Темуджин був проголошений великим ханом над всіма племенами, де йому було дано титул — «Чингісхан». Перші хани, які присягнули йому на вірність, самі придумали цей обряд — вони схилились дев'ять разів перед ним, в знак свого абсолютного і повного підпорядкування його владі. Після того, як пішли хани, почали заходити інші підвладні, й здійснили той самий обряд. Коли останні встали з колін після останнього поклону, натовп вигукнув багато разів: «Хай живе великий Чингісхан!».
Монголія змінилася: розрізнені і ворогуючі монгольські кочові племена об'єдналися в єдину державу. Тоді ж був виданий новий закон: Велика Яса. У ньому головне місце займали статті про взаємодопомогу в поході й заборону обману того, хто довірився. Якщо хтось порушував ці правила — того страчували, а ворога монголів, що залишився вірним своєму ханові, щадили і приймали до свого війська. Добром вважали вірність і хоробрість, а злом — боягузтво і зрада.
Після того як Темуджин став всемонгольським повелителем, його політика ще яскравіше стала відображати інтереси нойонства. Нойонам потрібні були такі внутрішні та зовнішні заходи, що сприяли б закріпленню їхнього панування і збільшенню їхніх доходів. Нові завойовницькі війни, пограбування багатих країн повинні були забезпечити розширення сфери феодальної експлуатації та зміцнення позицій нойонів. Адміністративна система, створена за Чингісхана, була пристосована до здійснення цих цілей. Усе населення він поділив на десятки, сотні, тисячі та тумени (десять тисяч), змішавши тим самим племена і роди, та призначивши командирами над ними спеціально підібраних людей з наближених і нукерів. Усі дорослі і здорові чоловіки вважалися воїнами, що в мирний час вели своє господарство, а у воєнний час бралися за зброю. Така організація забезпечила Чингісхану можливість збільшити свої збройні сили приблизно до 95 тисяч воїнів.
Окремі сотні, тисячі і тумени разом з територією для кочування віддавалися у володіння того чи іншого нойона. Великий хан, вважаючи себе власником усієї землі в державі, роздавав землю і кочівників-аратів у володіння нойона, з умовою, що ті будуть за це справно виконувати певні повинності. Найважливішою повинністю була військова служба. Кожен нойон був зобов'язаний на першу вимогу сюзерена виставити в поле призначене число воїнів. Нойон у своєму наділі міг експлуатувати працю аратів, роздаючи їм на випас свою худобу або залучаючи їх безпосередньо до роботи у своєму господарстві. Дрібні нойони служили великим. При Чингісхані було узаконено закріпачення аратів, заборонено самовільний перехід з одної десятки, сотні, тисячі або тумену в інший. Ця заборона означала формальне прикріплення аратів до землі нойонів — за непослух арату загрожувала смертна кара.
Спеціально сформований озброєний загін особистих охоронців, так званий кешік, користувався винятковими привілеями і призначався головним чином для боротьби проти внутрішніх ворогів Великого хана. Кешіктени підбиралися з нойонської молоді та знаходилися під особистим командуванням самого хана, будучи по суті ханської гвардією. Спочатку в загоні значилося 150 кешіктенів. Крім того, був створений особливий загін, який повинен був завжди перебувати в авангарді й першим вступати в бій з противником. Він був названий загоном багатурів. Чингісхан зробив культом писаний закон, був прихильником твердого правопорядку. Він створив мережу ліній повідомлень у своїй імперії, кур'єрський зв'язок у великому масштабі для військових та адміністративних цілей, організував розвідку, у тому числі й економічну.
Чингісхан розділив країну на два «крила». На чолі правого крила він поставив Боорчу, на чолі лівого — Мухалі, двох своїх найбільш вірних і випробуваних сподвижників. Посада та звання старших і вищих воєначальників — сотників, тисяцьких і темників — він зробив спадковими в роду тих, хто своєю вірною службою допоміг йому оволодіти ханським престолом.

## Підкорення Північного Китаю

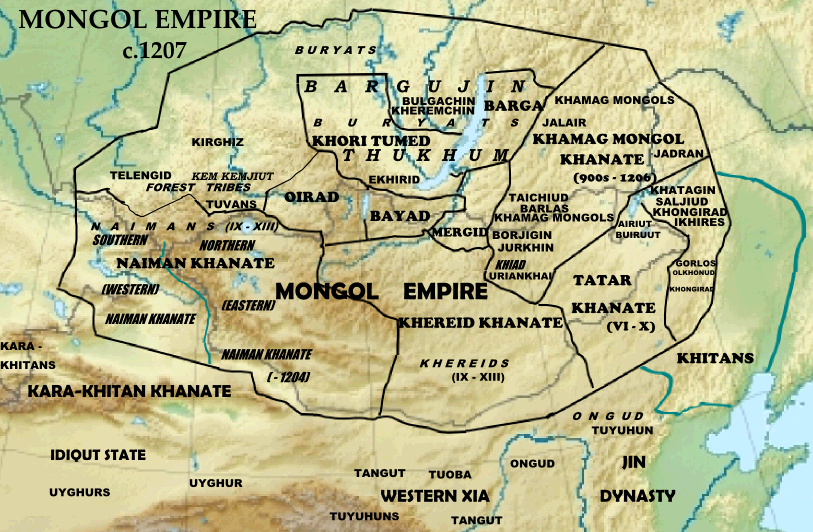
Монгольська імперія близько 1207 року

Походи Чингісхана та його полководців

У 1207—1211 роках монголи завоювали землі лісових племен, тобто підпорядкували собі практично всі основні племена і народи Сибіру, обклавши їх даниною. По закінченню об'єднання імперії Чингісхан повернувся до питання завоювання Китаю.
Перед підкоренням Китаю Чингісхан вирішив убезпечити кордон, захопивши державу тангутів Сі Ся, що розташовувалася між його володіннями і державою Цзінь. Захопивши кілька укріплених міст, влітку 1208 Чингісхан відійшов до Лунцзін, перечікуючи нестерпну спеку, що припала на той рік. Тим часом до нього дійшли звістки, що його старі вороги Тохтоа-беки і Кучлук-хан готуються до нової війни з ним. Ретельно підготувавшись, Чингісхан розбив їх вщент в битві на березі річки Іртиш. Тохтоа-беки був убитий, а Кучлук-хан врятувався втечею і знайшов притулок у Каракитаїв.
Підкоривши до 1209 року тангутів, Чингісхан заснував табір для подальших завоювань на південь від Великого китайського муру. Після перемоги над армією китайських татар він захопив фортецю і прохід у Великому китайському мурі й 1213 року увійшов на територію безпосередньо китайської держави Цзінь і пройшов до Няньсі в провінції Ханьшу. Чингісхан вів свої війська вглиб континенту і встановив свою владу над провінцією Ляодун, що знаходилась в центрі імперії. Під час наступу китайські гарнізони здавалися без бою, а декілька китайських полководців перейшли на його бік. Закріпивши своє становище вздовж усього Великого китайського муру, восени 1213 року Чингісхан розділив своє військо на три частини і послав у різні кінці Китайської імперії. Одна з них, під командуванням трьох синів його — Джучі, Чагатая та Уґедея, попрямувала на південь. Інша під проводом його братів і полководців рушила на схід до моря. Сам Чингісхан та його молодший син Толуй на чолі основних сил виступили в південно-східному напрямку. Перша армія просунулася до самого Хона і, захопивши двадцять вісім міст, приєдналася до Чингісхана на Великій Західній дорозі. Армія під командуванням братів і полководців Чингісхана захопила провінцію Ляо-сі. Сам Чингісхан закінчив свій тріумфальний похід лише після того, як досяг морського узбережжя в провінції Шаньдун. Навесні 1214 року він уклав з китайським імператором мир, залишивши йому столицю Чжунду (територія сучасного Пекіна) і повернувся до Монголії.
Однак не встиг вождь монголів перейти за Велику китайський мур, як китайський імператор перевів свій двір подалі, в Кайфен. Цей крок був сприйнятий Чингісханом як прояв ворожості, і він знову ввів війська в імперію, тепер приречену на загибель.
Всю зиму 1214—1215 років на бік монголів переходили разом з довіреними їм військами і територіями все нові цзінські воєначальники і губернатори, а в березні 1215 монголи взяли Північну столицю Цзінь.
У квітні 1215 впала Серединна столиця Цзінь — Чжунду: канцлер Ваньянь Фусинь наклав на себе руки, а місто здалось військам Чингісхана.
Сам Чингісхан весь 1215 рік провів у Середній Монголії, поки його союзники і васали перемелювали сили чжурчженів. Згідно з даними «Юань ші», на бік монголів за цей рік перейшли 862 цзінських міст.
Восени 1218 монголи виступили із Західної столиці в Хедун, захопили Тайюань, Пінлян і Сіньчжоу. Тим часом на північному сході, в Ляосі, сталося зіткнення з корейцями, які володіли містом Цзядун; в результаті корейський ван визнав номінальну владу Чингісхана і став давати щорічну данину місцевими виробами.
У 1220—1224 роках монголи щоосені виступали в похід на землі, що не визнавали їх владу, розбивали окремі частини чжурчженьських військ, які намагалися чинити опір, і приймали капітуляцію від місцевих феодалів, що переходили на їхній бік. Бойові дії велися на території сучасних провінцій Шаньдун, Шаньсі й на півночі Шеньсі.
Війська чжурчженів у Китаї билися з монголами аж до 1235 року, поки не були розбиті й знищені наступником Чингісхана, його сином ханом Угедеєм.

## Завоювання Середньої Азії

### Війна з Каракитайським ханством
У 1218 році загони Джебе спільно з військами правителів Койлика і Алмалика увійшли в землі каракитаїв. У першій же битві Джебе розгромив найманів. Монголи завоювали Семиріччя і Східний Туркестан, якими володів Кучлук. Монголи дозволили мусульманам публічне богослужіння, заборонене раніше найманами, що сприяло переходу всього осілого населення на бік монголів. Кучлук, не зумівши організувати опір, втік до Афганістану, де був спійманий і убитий. Мешканці Баласагуна відкрили ворота монголам, за що місто отримало назву Гобалик — «хороше місто». Перед Чингісханом відкрилася дорога на землі Хорезму.

### Війна ізХорезмом
У 1219 році Чингісхан особисто виступив у похід з усіма своїми синами і з головними військовими силами. Армія завойовника була розділена на декілька частин. Однією командували його сини Чаґатай та Уґедей, залишені батьком облягати Отрар; другу очолив старший син — Джучі. Його основною метою було завоювання Сигнаку та Дженду. Основні сили під проводом Чингісхана та його сина Толуя повинні були захопити Самарканд.
Облога Отрара силами декількох туменів почалася у вересні 1219 і тривала близько п'яти місяців. Каїр-хан, знаючи, що монголи не пощадять його, відчайдушно захищався. Зрада одного з воєначальників прискорила падіння Отрара. Вийшовши вночі з міських воріт, він здався монголам. Через ці ж ворота монголи увірвалися в місто. Частина військ і жителі замкнулися у фортеці і продовжували оборонятися. Тільки через місяць монголи змогли взяти цитадель. Всі її захисники були вбиті, фортеця зруйнована, Каїр-хана було страчено, а місто після розграбування зрівняли із землею.
Загони Джучі, що здійснювали походи по Сирдар'ї, навесні 1220 підійшли до Сигнаку. Облога його тривала сім днів, після чого монголи увірвалися в місто і зруйнували всі його фортечні споруди. За короткий термін монголам підкорилися Узген, Барчинликент і Дженд. 10-тисячний загін взяв Янгікент і попрямував в пониззя Сирдар'ї.
Армія, очолювана самим правителем монголів і його сином Толуєм, підійшла до Бухари (її гарнізон за різними даними становив від 3 до 20 тисяч воїнів), що після короткої облоги потрапила в руки монголів у березні 1220 року. Жителі зазнали жорстокого насильства, а місто було розграбоване, зруйноване і спалене монголами. Залишивши Бухару в руїнах, Чингісхан по долині Согдіани попрямував до Самарканду (гарнізон якого за різними даними становив від 40 до 110 тисяч воїнів; 20 бойових слонів). На третій день частина духовенства відкрила йому ворота і без бою здала місто. 30 тисяч воїнів-канглів, колишня опора Хорезмшахів Мухаммеда і його матері Туркан-хатун, були страчені монголами. За даними китайського паломника Чан Чуня, від 400-тисячного населення міста Самарканда залишилося в живих лише 50 000.
Далі Самарканда Чингісхан не пішов, а відправив Толуя із 70-тисячною армією на підкорення Хорасану, а на початку 1221 року 50-тисячна армія Джучі, Чаґатая й Уґедея підступила до столиці Хорезму — міста Ургенча. Після п'ятимісячної облоги монголи здобули його, розгромили, а жителів полонили.

### Завоювання східного Ірану
Толуй разом зі своїм військом увійшов в провінцію Хорасан і взяв штурмом Несс, після чого з'явився перед фортечними мурами Мерви. Скориставшись зрадою мешканців міста, монголи захопили Мерву і у властивій їм манері розграбували та спалили місто в квітні 1221 року. З Мерви Толуй вирушив до Нішапура. Чотири дні його мешканці відчайдушно боронились на мурах і вулицях міста, але сили були нерівні. Місто було взято, жителі були закатовані.
Чингісхан після невеликої перерви, відновив переслідування Джелал ад-Діна, який, зібрав 70-тисячне військо, завдав поразки тридцятитисячному загону монголів біля Первану. З'єднавшись із загонами Чагатая, Угедея і Толуя, ватажок монголів наздогнав Джелал ад-Діна в грудні 1221 на березі річки Інд. Хоча війська Чингісхана значно перевершували армію сина Мухаммеда за чисельністю, хорезмійці фанатично захищалися. Джелал ад-Дін ухвалив рішення про відступ, зміг тимчасово відкинути монголів від річки, після чого із 4 тисячами воїнів врятувався вплав.
У погоню за молодим султаном, який втік цього разу в Делі, Чингісхан відправив 20-тисячне військо. Спустошивши провінції Лахор, Пешавар і Мелікпур, монголи повернулися в Газні. За три роки (1219-21) під ударами монголів впало царство Мухаммеда Хорезмшаха, що простягалася від Інду до Каспійського моря. Джелал ад-Дін ще 10 років боровся з монголами, поки не загинув в Анатолії у 1231 році від рук якогось курда, якого скоріше за все найняли сельджуки.

## Подальші завоювання

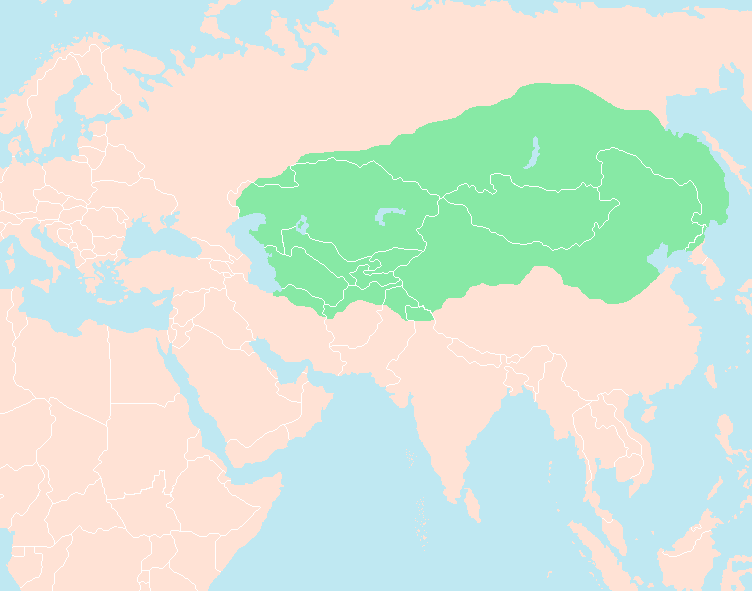
Мапа імперії Чингісхана на момент його смерті.

Після взяття Самарканду (весна 1220 року) Чингісхан відправив війська для захоплення хорезмшаха Мухаммеда II, який втік за Амудар'ю. Тумен і Джебе та Субедей пройшли через Північний Іран і вторглися на Південний Кавказ, приводячи міста до покірності переговорами або силою і збираючи данину. Через Дербентський прохід вони проникли на Північний Кавказ, розгромили аланів, а потім половців. Навесні 1223 року монголи розбили об'єднане русько-половецьке військо на Калці, але при поверненні на схід зазнали нищівної поразки у Волзькій Булгарії. Залишки монгольських військ у 1224 повернулися до Чингісхана, який знаходився в Середній Азії.

## Смерть Чингісхана та питання наступника
Навесні 1226 Чингісхан знову очолив військо, і монголи розпочали вторгнення в державу Тангутів у пониззі річки Едзин-Гол. Тангути і союзні їм племена були розбиті. Взимку 1226—1227 рр. почалась остання облога Чжунсін. Навесні і влітку 1227 тангутська держава була знищена, а столиця була приречена.
За даними «Юань-ші», Чингісхан помер, коли мешканці столиці почали здаватися. «Таємне сказання» розповідає, що Чингісхан взяв дари тангутського правителя, але, коли згодом почав почуватися зле, наказав його вбити. А потім наказав взяти столицю і знищити тангутську державу, після чого й помер. Джерела називають різні причини смерті — отруєння, раптова хвороба, хвороба від нездорового клімату тангутської держави, як наслідок падіння Чингісхана з коня.
Де був похований Чингісхан, досі точно не встановлено, джерела наводять різні місця і можливі процесії поховання. Згідно з місцевими переказами, гробниця Чингісхана знаходиться недалеко від озера Табасун-нір. Можливими місцями могили також вважають священну для монголів гору Бурхан Халдун, урочище Делюн-Болдок (Верхня течія Онону).
Згідно із заповітом, наступником Чингісхана став його третій син Уґедей.

## Хронологія
- 1155, 1162 або 1167: Народження Темуджина.
- 1190: Темуджин об'єднує монгольські племена та підкоряє інші степові народи.
- 1201: Перемога над гурханом Джамухою.
- 1202: Перемога над меркітами та чотирма племенами татар.
- 1203: Перемога над кераїтами.
- 1204: Перемога над найманами.
- 1206: Обрання Темуджина Великим Монгольським Ханом — Чингісханом на Курултаї на джерелі річки Онон.
- 1207/09: Завоювання тангутів та створення ставки військ зі сторони Китаю за Китайським муром для подальших завоювань.
- 1211: Проникнення у володіння Цзинь-Династії (1115—1234) і аж до півострова Шаньдун.
- 1215: Завоювання Пекіну.
- 1219: Початок плати данини Кореєю.
- 1218: Завоювання Каракитайського ханства на озері Балхаш. Договір про дружбу із Хорезмським царством.
- 1218: Вибір Курултаєм спадкоємцем Чингісхана його третього сина Уґедей-Хан.
- 1219/20: Завоювання Бухари та Самарканду.
- 1220: Заснування Каракорум. Напад на Кавказ.
- 1223: Похід монгольських військ під орудою Джебе та Субедея до Київської Русі та перемога у битві на Калці.
- 1224/25: Повернення Чингісхана в Монголію та початок каральної експедиції проти Тангутів. Тяжка хвороба Хана внаслідок падіння з коня.
- 18 Серпня 1227: смерть Чингісхана.
- 1229: Курултай назвав призначеного у 1218 році спадкоємцем Уґедея новим Великим ханом та поділив завойовані землі та народи між його синами та синами вже померлого першого сина Чингісхана — Джучі.

## Цікаві факти
Через те, що впродовж життя Чингісхана не було зроблено всебічного опису його життя, багато фактів з його життєпису не є перевіреними і засновані на подальших чутках.
- Чингісхан є найбільшим завойовником світу. Монголи за допомогою незнаної до того мобільної кінної армії і дипломатичних хитрощів поставили на коліна багато розвинених країн. Чингісхан руйнував міста, забрав незліченну кількість життів, і ввійшов в історію як один із найбільш безжалісних варварів, яких тільки бачила земля. Після себе він залишив величезну імперію і велику таємницю — що сталося з тоннами золота і срібла, предметами мистецтва, які він привіз у Монголію з найвеличніших міст того часу. Розмір цих багатств став би сьогодні однією з найбільших збірок багатств у світі. Вважають, що їх було поховано разом з ним. Досі не знайдено його місця поховання, жодної речі, що могла бути тими артефактом, який могли покласти до його могили.[25]
- Не існує жодного вірогідного прижиттєвого зображення або скульптури Чингісхана, через що існують певні протиріччя. Більшість тодішніх літописців описують його як високу кремезну людину з гривою темного волосся і опасистою бородою.[26] Найбільший до справжнього опис зовнішності його, що зазвичай приймається більшістю істориків, містить портрет, що експонується на сьогодні в Національному музеї палацу в Тайбеї, Тайвань, що був намальований згідно споминів його онука, хана Хубілая, і зображує Чингісхана з характерними монголоїдними рисами[27].
- Чингісхана вважають одним з тих історичних персонажів, що залишили по собі велике потомство. Згідно історичних джерел він мав окрім дружини багато наложниць і коханок, з якими мав численних дітей. Проведені генетичні дослідження показали, що він залишив по собі значну генетичну спадщину в Y хромосомах сучасних нащадків. Дослідження були проведені у 5321 чоловіка з 127 азійських популяцій. Приклади довгострокового високого репродуктивного успіху були виявлені незвично частими азійськими Y-хромосомними гаплотипами, які поширилися в поколіннях соціальним шляхом вибору (через владу і престиж) протягом подальшого історичного часу.[28] Гаплотипи, які щільно зустрічаються в переважаючих азійських популяціях, пішли від двох осіб — Чингісхана (XIII століття) і Джіогангга, засновника маньчжурського шляхетного роду Айсін Ґьоро, родоначальників династії Цін в Китаї (XVI століття). Це Y-хромосомні клони, присутні в приблизно 8 % азійських чоловіків, що становить близько 0,5 % від світового обсягу[29].
- Чингісхана багато істориків вважають винним у загибелі близько 40 мільйонів людей. Середньовічні переписи показують, що населення Китаю зменшилось на десятки мільйонів протягом життя Чингісхана, також можливо що його воїни вбили три чверті населення Ірану під час війни монголів з Хорезмом. Припускають, що напад монголів, можливо, призвів до зменшення усього населення світу на цілих 11 відсотків.[26]
- Чингісхан був справедливим зі своїми ворогами. Наприклад, у 1201 р. під час війни з тайдчиутами під ханом стрілою був убитий кінь. Згодом монголам вдалось розбити супротивника і полонити частину його воїнів. Чингісхан звернувся до полонених із запитанням, хто саме з них майже поцілив у нього з лука. Один з воїнів сміливо відповів, що це був він, тоді хан за виказану сміливість не тільки помилував його, але й зробив офіцером у своїй армії, надавши тому нове ім'я — «Джебе» («лучник»). Надалі Джебе-нойон став одним із найвдаліших полководців Чингісхана[26].
- Є свідчення того, що за часів Чингісхана у його імперії було створено ефективну кур'єрську і подорожню службу. По всіх головних шляхах було створено так звані ями (придорожні будинки), де завжди для кур'єрів і урядовців були в стайнях свіжі коні, якими можна було замінити втомлених. Через це кур'єри іноді за добу проїжджали загалом до 200 миль, що було нечуваним для того часу. Така швидкість передавання інформації покращувала для монгольської імперії можливості ведення військових дій і керування регіонами імперії. Про цю подорожню систему зокрема свідчили надалі Марко Поло і Джованні Да Плано Карпіні, які нею користувались.[26]

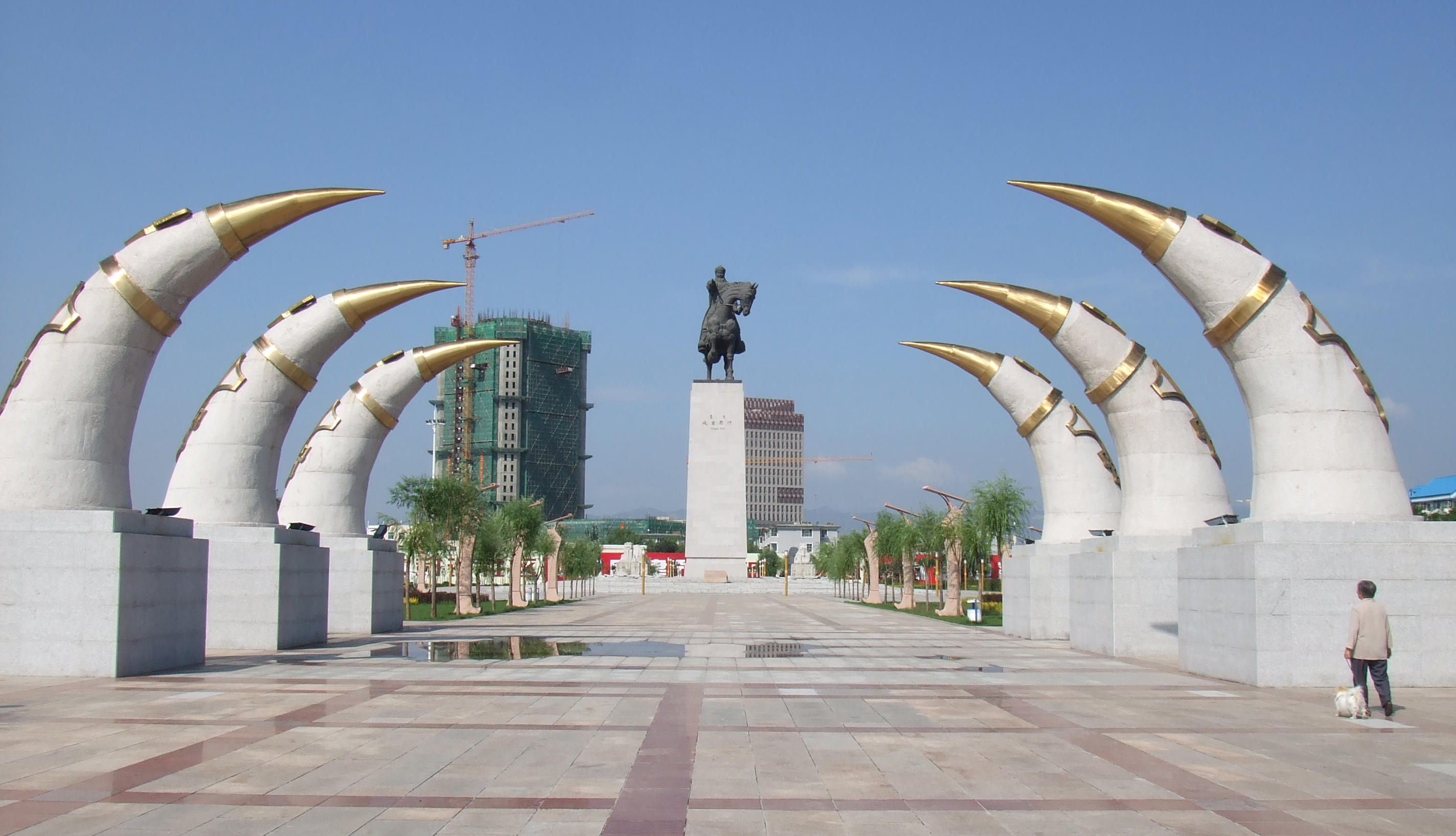
Монумент Чингісхана у Хух-Хото, Внутрішня Монголія, Китай.

- За часів соціалізму в Монголії, яка тоді знаходилась під патронатом СРСР, було заборонено згадувати ім'я Чингісхана у підручниках, офіційних джерелах тощо аби не збурювати монгольський націоналізм. Після падіння соціалістичної влади в Монголії Чингісхана було визнано національним героєм країни, йому було надано відповідні почесті, встановлено багато пам'ятників. У Китаї його було визнано національним героєм цієї країни ще у середньовіччя.[26]

## Чингісхан у пам'яті

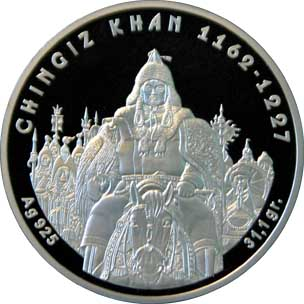
Казахська монета номіналом 100 тенге із зображенням Чингісхана.

- Портрет Чингісхана є на банкнотах Монголії номіналом 1000, 5000 та 10000 тугриків.
- Чингісхана було зображено на казахській монеті номіналом 100 тенге.
- Ім'ям Чингісхана названо головний аеропорт Монголії в Улан-Баторі.

## Образ Чингісхана в культурі

### Історичні кінофільми, які було відзнято на основі його життєпису
- «Чингісхан», філіппінський фільм 1950 року.
- «Чингісхан», індійський фільм 1957 року.
- «Чингісхан», пакистанський фільм 1958 року.
- «Підкорювач» (англ. The Conqueror), американський фільм 1956 року з Джоном Вейном у головній ролі.
- «Чингісхан», англо-югославсько-німецький фільм 1965 року з Омаром Шарифом у головній ролі.
- «Під вічним синім небом», монгольський фільм 1990 року.
- «Чингісхан — гордий син неба», монгольський фільм.
- «Чингісхан: до краю землі й моря» (також відомий як «Нащадок сірого вовка»), японсько-монгольський фільм 2007 року.
- «Монгол», російсько-німецько-казахстанський фільм 2007 року режисера Сергія Бодрова старшого.
- «Без права померти — Чингісхан», монгольський фільм 2008 року.
- «По волі Чингісхана», російський фільм 2009 року.

### У літературі
- «Кінець Чингісхана», поема англійського поета Френка Лоуренса Лукаса.
- «Чингісхан» (1939 рік), історичний роман з трилогії «Нашестя монголів» радянського письменника Василя Яна.
- «Завойовник», серія романів 2007—2011 років жанру «історична фантастика» британського письменника-фантаста Конна Іггелдена.
- «Степ» (1976 рік), роман британо-американського письменника-фантаста Пірса Ентоні.

### У відеоіграх
Чингісхан є персонажем:
- Age of Empires II: Age of Kings
- Genghis Khan: Aoki Ookami to Shiroki Mejika IV
- Crusader Kings II
- Deadliest Warrior: Legends
- Civilization (серія)
- У відеогрі Zombie Army Trilogy, в замку Адольфа Гітлера Фольтершлосс висять портрети історичних постатей, які прославились своєю жорстокістю. Серед них є і портрет Чингісхана.

### У музиці
У 2019 році монгольський рок-гурт «The Hu» видав пісню «Великий Чингісхан».

### У кухні
В Японії існує страва з баранини Дзінґісукан, названа в честь Чінгісхана.

## Інтернет-ресурси
- Чингісхан - історія успіху завойовника